# Lucian Bute
Lucian Bute est un boxeur né le 28 février 1980 à Galați en Roumanie. Sa fiche en boxe professionnelle est de 32 victoires (dont 24 avant la limite) et 5 défaites dont deux avant la limite. Il a été champion de l'IBF dans la catégorie des super-moyens de 2007 à 2012. L'anglais Carl Froch le détrône par arrêt de l'arbitre au 5e round, chez lui, au Capital FM Arena de Nottingham.
Il vit depuis 2003 à Montréal, ville où il s'est entraîné avec Stéphan Larouche d'Interbox jusqu'en 2014; il a été depuis entraîné par Freddy Roach moins d'un an. Il est maintenant avec les frères Otis (ancien champion mondial) & Howard Grant à Montréal, Québec.

## Carrière amateur
En 1999, à Houston, Texas, Bute remporte la médaille de bronze aux championnats du monde de boxe amateur.
En 2001, aux Jeux de la francophonie, il remporte la médaille d'or.

## Carrière professionnelle

### Débuts
Bute entame sa carrière professionnelle le 22 novembre 2003 chez les super-moyens. Après 8 victoires d'affilée, il grimpe en catégorie mi-lourds, battant en décembre 2004 l'ancien double champion du monde sur le déclin Dingaan Thobela par KO technique au 4e round. Pour son combat suivant, le 19 février 2005, il s'empare de la ceinture nord-américaine NABF des mi-lourds en battant Carl Handy par KO technique au 4e round, qu'il laisse vacante, pour redescendre en super-moyens.
Un mois plus tard, il combat à nouveau. Durant les deux années qui vont suivre, il va remporter les ceintures nord-américaines NABA et NABF, des titres continentaux et intercontinentaux. Il disposera notamment d'adversaires comme Kabary Salem ou encore le champion sud-africain Andre Thysse. Après 19 victoires consécutives dont 16 avant la limite, il affronte Sakio Bika le 15 juin 2007. Le vainqueur de ce combat affrontera le tenant du titre de champion du monde IBF détenu par Alejandro Berrio. Bute l'emporte par décision unanime après 12 rounds.

### Champion du monde IBF
Le 19 octobre 2007, au Centre Bell de Montréal, Lucian Bute affronte le colombien Alejandro Berrio, pour le premier championnat du monde organisé au Québec depuis 5 ans. Bute part favori à 3 contre 1. En avance de plusieurs points sur les cartes des 3 juges, Bute touche plusieurs fois sévèrement son adversaire au 11e round, qui est KO debout, l'arbitre arrête le combat. À 27 ans, Lucian Bute devient champion du monde IBF.
Il défend son titre pour la première fois le 29 février 2008 en battant le triple champion du monde américain William Joppy. Il l'emporte par arrêt de l'arbitre au 10e round. Le 24 octobre, il bat Librado Andrade, l'envoyant au tapis au 10e round. Ce dernier se relève. Au 12e et dernier round, une combinaison envoie Bute au tapis à quelques secondes de la fin du combat, qui se relève et l'emporte par décision unanime, ayant suffisamment d'avance sur les cartes des juges qui lui donnent entre 5 et 8 points d'avance. Le 13 mars 2009, il bat Fulgencio Zuniga par KO technique au 4e round. Il accorde ensuite sa revanche à Librado Andrade, le battant par KO au 4e round à la suite d'un crochet du gauche au corps.
Pour sa 5e défense de titre, il se mesure au colombien Edison Miranda le 17 avril 2010, qu'il bat par KO technique en 3 rounds. Il domine ensuite le champion des États-Unis Jesse Brinkley, il l'envoie à terre au 5e, au 8e, et au 9e round pour le compte, sur un uppercut. Pour son combat il affronte le champion d'Europe EBU Brian Magee, l'emportant par KO technique au 10e round. Le 9 juillet 2011, il combat le vétéran français Jean-Paul Mendy. Un direct du gauche à la fin du 4e round envoie le français à terre, il ne pourra reprendre le combat. Il bat ensuite un autre vétéran, l'ancien champion du monde Glen Johnson par décision unanime des juges.
Après 9 défenses victorieuses de son titre, Bute est considéré par Ring Magazine comme le no 1 de la catégorie des super-moyens, l'ancien double champion du monde Carl Froch est classé no 2. Ils se retrouvent le 26 mai 2012. Après deux premiers rounds serrés, Froch prend l'avantage à partir du 3e et coupe Bute au 4e. À la 5e reprise, il coince Bute dans les cordes et envoie des combinaisons qui laissent Bute sans défense, l'arbitre arrête le combat, Bute perd son titre de champion du monde IBF.

### Retour temporaire en poids mi-lourds
Le 3 novembre 2012, Bute remonte sur le ring après sa défaite contre Carl Froch et remporte le titre de champion NABF poids mi-lourds aux dépens du russe Denis Grachev. Il subit en revanche une seconde défaite lors de son combat suivant contre Jean Pascal le 18 janvier 2014.

### Nouveaux championnats du monde en super-moyens
Après avoir connu des années difficiles entre 2012 & 2015, Lucian Bute fait un retour en boxe le 15 août 2015 dans la catégorie des super-moyens (après une absence de plus de 19 mois) contre le champion européen, l'italien Andrea Di Luisa. Lucian bat facilement et rapidement Di Luisa, par KO au 4e round, ce qui lui permet d'obtenir rapidement un combat de championnat du monde contre le champion IBF James DeGale. Bien que battu aux points le 28 novembre 2015 à Montréal, il a une nouvelle occasion de redevenir championnat du monde le 30 avril 2016 contre Badou Jack, champion WBC des super-moyens, mais malgré une bonne entame de combat, il doit se contenter d'un match nul. Ce résultat sera remplacé par une défaite par disqualification après un contrôle positif à l'Ostarine.

## Liste des combats professionnels de Lucian Bute
| 37 combats      | 32 victoires | 5 défaites |
| Avant la limite | 25           | 2          |
| Sur décision    | 7            | 3          |

| Abréviations: TKO = KO technique • RTD = abandon • UD = décision aux points unanime • SD = décision aux points partagée • MD = décision aux points majoritaire • DQ = disqualification |        |                     |      |               |            |                                                  |                                                                         |
| Rés. | Record | Opposant            | Type | Rd. Temps     | Date       | Localisation                                     | Notes                                                                   |
| Défaite | 32-5   | Eleider Alvarez     | KO   | 5 (12)        | 2017-02-24 | Centre Videotron, Québec                         | Pour la ceinture WBC Silver des mi-lourds.                              |
| Défaite | 32-4   | Badou Jack          | DQ   | 12 (12)       | 2016-04-30 | DC Armory, Washington, DC                        | Pour la ceinture WBC des super-moyens.                                  |
| Défaite | 32-3   | James DeGale        | UD   | 12            | 2015-11-28 | Centre Videotron, Québec                         | Pour la ceinture IBF des super-moyens.                                  |
| Victoire | 32-2   | Andrea Di Luisa     | TKO  | 4 (10), 1:53  | 2015-08-15 | Centre Bell, Montréal, Québec                    |                                                                         |
| Défaite | 31-2   | Jean Pascal         | UD   | 12            | 2014-01-18 | Centre Bell, Montréal, Québec                    | Pour la ceinture diamant WBC.                                           |
| Victoire | 31-1   | Denis Grachev       | UD   | 12            | 2012-11-03 | Centre Bell, Montréal, Québec                    | Remporte le titre NABF poids mi-lourds.                                 |
| Défaite | 30-1   | Carl Froch          | TKO  | 5 (12), 1:05  | 2012-05-26 | National Ice Centre, Nottingham, Nottinghamshire | Défaite de son titre de l'IBF poids super-moyens.                       |
| Victoire | 30-0   | Glen Johnson        | UD   | 12            | 2011-11-05 | Québec, Québec                                   | Préserve son titre super-moyens de l'IBF                                |
| Victoire | 29-0   | Jean-Paul Mendy     | KO   | 4 (12)        | 2011-07-09 | Romexpo Dome, Bucarest                           | Préserve son titre super-moyens de l'IBF                                |
| Victoire | 28-0   | Brian Magee         | TKO  | 10 (12)       | 2011-03-19 | Centre Bell, Montréal, Québec                    | Préserve son titre super-moyens de l'IBF                                |
| Victoire | 27-0   | Jesse Brinkley      | TKO  | 9 (12), 2:48  | 2010-10-15 | Centre Bell, Montréal, Québec                    | Préserve son titre super-moyens de l'IBF                                |
| Victoire | 26-0   | Edison Miranda      | TKO  | 3 (12), 1:22  | 2010-04-17 | Centre Bell, Montréal, Québec                    | Préserve son titre super-moyens de l'IBF                                |
| Victoire | 25-0   | Librado Andrade     | KO   | 4 (12), 2:57  | 2009-11-28 | Colisée Pepsi, Québec, Québec                    | Préserve son titre super-moyens de l'IBF                                |
| Victoire | 24-0   | Fulgencio Zúñiga    | TKO  | 4 (12), 2:25  | 2009-03-13 | Centre Bell, Montréal, Québec                    | Préserve son titre super-moyens de l'IBF                                |
| Victoire | 23-0   | Librado Andrade     | UD   | 12            | 2008-10-24 | Centre Bell, Montréal, Québec                    | Préserve son titre super-moyens de l'IBF                                |
| Victoire | 22-0   | William Joppy       | TKO  | 10 (12), 1:08 | 2008-02-29 | Centre Bell, Montréal, Québec                    | Préserve son titre super-moyens de l'IBF                                |
| Victoire | 21-0   | Alejandro Berrio    | TKO  | 11 (12), 1:27 | 2007-10-19 | Centre Bell, Montréal, Québec                    | Gagnant du titre super-moyens de l'IBF                                  |
| Victoire | 20-0   | Sakio Bika          | UD   | 12            | 2007-06-15 | Centre Bell, Montréal, Québec                    | Eliminatoire du titre super-moyens de l'IBF                             |
| Victoire | 19-0   | Sergey Tatevosyan   | UD   | 12            | 2007-01-26 | Centre Bell, Montréal, Québec                    | Titre super-moyens WBO Inter Continental en jeu                         |
| Victoire | 18-0   | James Obede Toney   | TKO  | 8 (12), 2:49  | 2006-09-15 | Centre Bell, Montréal, Québec                    | Titres super-moyens NABF, NABA et WBC Continental Americas en jeu       |
| Victoire | 17-0   | Lolenga Mock        | UD   | 12            | 2006-05-16 | Centre Bell, Montréal, Québec                    | Titre super-moyens WBO Inter Continental en jeu                         |
| Victoire | 16-0   | Andre Thysse        | UD   | 12            | 2006-03-24 | Centre Bell, Montréal, Québec                    | Titre super-moyens WBC Continental Americas en jeu                      |
| Victoire | 15-0   | Donnell Wiggins     | KO   | 2 (12), 2:53  | 2005-12-02 | Centre Bell, Montréal, Québec                    | Titre super-moyens NABA en jeu                                          |
| Victoire | 14-0   | Kabary Salem        | TKO  | 8 (12), 3:00  | 2005-09-16 | Centre Bell, Montréal, Québec                    | Titre vacant super-moyens NABF et titre WBC Continental Americas en jeu |
| Victoire | 13-0   | Jose Spearman       | KO   | 8 (12), 2:13  | 2005-06-03 | Aréna Maurice-Richard, Montréal, Québec,         | Titre super-moyens NABA en jeu                                          |
| Victoire | 12-0   | Donny McCrary       | KO   | 4 (12), 2:10  | 2005-04-21 | Sala Sporturilor, Galați, Județ de Galați        | Titre super-moyens NABA en jeu                                          |
| Victoire | 11-0   | Christian Cruz      | TKO  | 12 (12), 2:18 | 2005-03-18 | Centre Bell, Montréal, Québec                    | Titre vacant super-moyens NABA en jeu                                   |
| Victoire | 10-0   | Carl Handy          | TKO  | 4 (12), 2:09  | 2005-02-19 | Pavillon de la Jeunesse, Québec, Québec          | Titre super-moyens NABF en jeu                                          |
| Victoire | 9-0    | Dingaan Thobela     | TKO  | 4 (8), 1:22   | 2004-12-03 | Centre Bell, Montréal, Québec                    |                                                                         |
| Victoire | 8-0    | Norman Johnson      | TKO  | 2 (6), 1:19   | 2004-11-01 | The Roxy, Boston, Massachusetts                  |                                                                         |
| Victoire | 7-0    | Willard Lewis       | TKO  | 3 (8), 3:00   | 2004-10-30 | Le Medley, Montréal, Québec                      |                                                                         |
| Victoire | 6-0    | Rico Cason          | TKO  | 2 (6), 2:43   | 2004-10-16 | Club Ovation, Boynton Beach, Floride             |                                                                         |
| Victoire | 5-0    | Tyler Hughes        | TKO  | 3 (6), 2:46   | 2004-07-24 | Boardwalk Hall, Atlantic City, New Jersey        |                                                                         |
| Victoire | 4-0    | Zane Marks          | TKO  | 1 (4), 2:35   | 2004-04-24 | Colisée Pepsi, Québec, Québec                    |                                                                         |
| Victoire | 3-0    | Jean Pascal Service | KO   | 1 (4), 1:48   | 2004-03-20 | Casino de Montréal, Île Notre-Dame, Québec       |                                                                         |
| Victoire | 2-0    | Darin Johnson       | TKO  | 1 (4), 2:50   | 2003-12-20 | Centre Bell, Montréal, Québec                    |                                                                         |
| Victoire | 1-0    | Robert Muhammad     | TKO  | 2 (4), 2:05   | 2003-11-22 | Centre Bell, Montréal, Québec                    | Début dans la boxe professionnelle                                      |